# Langhammars
Langhammars är en by i Fårö socken i Gotlands kommun, belägen på norra Fårö invid Langhammarsviken.
Byn består av två gårdar, mangårdsbyggnaderna låg tidigare mycket tätt tillsammans, men den norra gårdens huvudbyggnad flyttades under 1900-talet. Den södra gårdens huvudbyggnad är uppförd 1725, nytt tak uppfördes 1842. I salen finns rester av väggmålningar. I samband med en ombyggnad av skorstenen påträffades en runsten som berättar om en eldstads uppförande, denna sten förvaras numera vid Fårö kyrka. I södra delen av gården finns rester efter medeltida murverk.
Intill gårdarna finns den gemensamma kvarnen, en holländare.
Drygt en kilometer söder om Langhammars på byns ägor vid Dyänget finns en av Gotlands bäst bevarade agrara miljöer från medeltiden. Området omfattar minst åtta synliga husgrunder, flera avfallshögar, åkervallar och stensträngar. Området upptäcktes först 1978 och utgrävningar har genomförts här 1997–2009. Ett hus var i bruk från 1100- till 1400-talet, medan andra daterades till 1400- och 1500-talen. Muntliga uppgifter från 1800-talet indikerar att detta kan ha varit byn Langhammars gamla läge, men även gården Bondans kan ha sitt ursprung här.
Norr om Langhammars sträcker sig halvön Langhammarshammaren, som utgör ett naturreservat även det med namnet Langhammars som består av ett raukområde, klapperstensstrand och ett sanddynsområde, delvis bevuxet med tallskog.